# Лаяна
Лаяна (ісп. Layana) — муніципалітет в Іспанії, у складі автономної спільноти Арагон, у провінції Сарагоса. Населення — 124 особи (2010).
Муніципалітет розташований на відстані близько 290 км на північний схід від Мадрида, 80 км на північ від Сарагоси.

## Демографія
Динаміка населення (INE ):